# Liste des chapitres de Fullmetal Alchemist
Cet article est un complément de l'article sur le manga Fullmetal Alchemist d'Hiromu Arakawa. Il contient la liste des 27 volumes du manga et leurs chapitres.
La série est prépubliée dans le Monthly Shōnen Gangan de l'éditeur Square Enix à partir du numéro d'août 2001 sorti le 12 juillet 2001 et se termine avec le 108e chapitre paru dans le numéro de juillet 2010 du même magazine sorti le 11 juin 2010,,. Une histoire dérivée de la série est prépubliée dans le numéro d'octobre 2010 du Monthly Shōnen Gangan sorti le 11 septembre 2010. Le pilote de la série principale est prépublié dans le numéro de juillet 2011 du même magazine. Square Enix publie les chapitres sous le format tankōbon avec un total de 27 volumes, sortis entre le 22 janvier 2002 et le 22 novembre 2010,. Quelques chapitres sont ressortis au Japon dans deux magazines spéciaux et Fullmetal Alchemist, The First Attack, comprenant les neuf premiers chapitres de la série et des histoires dérivées. Square Enix publie une nouvelle édition sous format kanzenban avec un total de 18 volumes sortis entre le 22 juin 2011 et le 22 septembre 2012,.
La version française de la série est publiée par Kurokawa en 27 volumes sortis entre le 8 septembre 2005 et le 7 juillet 2011, qui publie ensuite une « Steel Edition » en 13 volumes doubles (à l'exception du premier volume triple) sortis entre le 8 mars 2012 et le 10 septembre 2015 puis une « Perfect Edition » basée sur l'édition kanzenban de 2011 en 18 volumes avec un premier volume sorti le 12 mars 2020,,.

## Liste des volumes

### Volumes 1 à 10
| no | Japonais          | Japonais          | Français          | Français          |
| no | Date de sortie    | ISBN              | Date de sortie    | ISBN              |
| --- | ----------------- | ----------------- | ----------------- | ----------------- |
| 1 | 22 janvier 2002   | 978-4-7575-0620-6 | 8 septembre 2005  | 978-2-351-42017-1 |
| Personnage sur la tranche : Edward ElricListe des chapitres : 1. Les deux alchimistes (二人の錬金術師, Futari no Renkinjutsushi) 2. La valeur de la vie (命の代価, Inochi no Daika) 3. La ville houillère (炭鉱の街, Tankō no Machi) 4. Du grabuge sur le wagon (車上の戦い, Shajō no Tatakai) |                   |                   |                   |                   |
| 2 | 22 mai 2002       | 978-4-7575-0699-2 | 8 septembre 2005  | 978-2-351-42018-8 |
| Personnages sur la tranche : Alphonse ElricListe des chapitres : 5. Alchimie dans la souffrance (錬金術師の苦悩, Renkinjutsushi no Kunō) 6. Le bras droit de la destruction (破壊の右手, Hakai no Migite) 7. Après la pluie (雨の後, Ame no Ato) 8. La route de l'espoir (希望の道, Kibō no Michi) |                   |                   |                   |                   |
| 3 | 22 septembre 2002 | 978-4-7575-0791-3 | 10 novembre 2005  | 978-2-351-42019-5 |
| Personnages sur la tranche : Roy MustangListe des chapitres : 9. Retour aux sources (家族の待つ家, Kazoku no Matsu Ie) 10. La pierre philosophale (賢者の石, Kenja no Ishi) 11. Les deux gardiens (二人の守護者, Futari no Shugosha) 12. Définition d'un humain (『人間』の定義, "Ningen" no Teigi) Bonus : Le festival militaire (軍部の祭り, Gunbu no Matsuri) |                   |                   |                   |                   |
| 4 | 22 janvier 2003   | 978-4-7575-0855-2 | 12 janvier 2006   | 978-2-351-42041-6 |
| Personnages sur la tranche : ScarListe des chapitres : 13. Un corps de métal (鋼のからだ, Hagane no Karada) 14. Point de vue d'une fille unique (ひとりっ子の気持ち, Hitorikko no Kimochi) 15. Un cœur de métal (鋼のこころ, Hagane no Kokoro) 16. Chacun sa route… (それぞれの行く先, Sorezore no Yukusaki) Bonus : Chienchien de l'armée ? (軍の犬？, Gun no Inu?) |                   |                   |                   |                   |
| 5 | 22 juin 2003      | 978-4-7575-0966-5 | 9 mars 2006       | 978-2-351-42045-4 |
| Personnages sur la tranche : Winry RockbellListe des chapitres : 17. La vallée prospère (にわか景気の谷, Niwaka Keiki no Tani) 18. Le prix de l'honnêteté (誠意の価値, Seii no Kachi) 19. À votre place… (あんた達のかわりに, Anta-tachi no Kawari ni) 20. Un maître terrifiant! (師匠の恐怖, Shishō no Kyōfu) 21. Notre secret… (二人だけの秘密, Futari dake no Himitsu) |                   |                   |                   |                   |
| 6 | 22 octobre 2003   | 978-4-7575-1047-0 | 11 mai 2006       | 978-2-351-42046-1 |
| Personnages sur la tranche : Izumi Curtis Une version Collector en collaboration avec les librairies Album a été distribuée, reprenant l'image de la jaquette, habituellement centré entre deux bandes noirs sous le titre, tourné de 90 degré pour prendre la taille de toute la jaquette.Liste des chapitres : 22. L'homme masqué (仮面の男, Kamen no Otoko) 23. Frapper à la porte du paradis ! (叩け 天国の扉, Tatake - Tengoku no Tobira) 24. Fullmetal Alchemist (鋼の錬金術師, Hagane no Renkinjutsushi) 25. Maître et élève… (師弟のけじめ, Shitei no Kejime) |                   |                   |                   |                   |
| 7 | 22 mars 2004      | 978-4-7575-1165-1 | 13 juillet 2006   | 978-2-351-42047-8 |
| Personnages sur la tranche : King Bradley - WrathListe des chapitres : 26. Au repaire du boss (主の元へ, Shu no Moto e) 27. Les bêtes de Dublith (ダブリスの獣たち, Daburisu no Kemono-tachi) 28. Fougue et brutalité (匹夫の勇, Hippu no Otoko) 29. L'œil du roi (王の眼, Ō no Me) Bonus : Courage, sous-lieutenant ! (戦う 少尉さん, Tatakau - Shōi-san) |                   |                   |                   |                   |
| 8 | 22 juillet 2004   | 978-4-7575-1230-6 | 14 septembre 2006 | 978-2-351-42048-5 |
| Personnages sur la tranche : le Commandant Armstrong Une version avec un livret bonus Tome de Flame Alchemist - Rapport sur les agissements du colonel Roy Mustang a également été disponible.Liste des chapitres : 30. Au fond de l'armure, la vérité (鎧の中 真理の奧, Yoroi no Naka - Shinri no Oku) 31. Le serpent qui se mord la queue (己の尾を噛む蛇, Onore no O o Kamu Hebi) 32. Le messager venu de l'Est (東方の使者, Tōhō no Shisha) 33. Troubles à Rush Valley (ラッシュバレーの攻防, Rasshu Barē no Kōbō) Bonus : Prologue du jeu PlayStation 2 - Fullmetal Alchemist and the Broken Angel (鋼の錬金術師 翔べない天使, Hagane no Renkinjutsushi: Tobenai Tenshi) |                   |                   |                   |                   |
| 9 | 22 novembre 2004  | 978-4-7575-1318-1 | 9 novembre 2006   | 978-2-351-42049-2 |
| Personnages sur la tranche : le Lieutenant HawkeyeListe des chapitres : 34. Sur la piste des camarades (戦友の足跡, Senyū no Sokuseki) 35. Bouc émissaire (生け贄の羊, Ikenie no Hitsuji) 36. L'amertume d'un alchimiste (苦渋の錬金術師, Kujū no Renkinjutsushi) 37. Le corps du criminel (咎人の肉体, Toganin no Nikutai) |                   |                   |                   |                   |
| 10 | 11 mars 2005      | 978-4-7575-1386-0 | 11 janvier 2007   | 978-2-351-42147-5 |
| Personnages sur la tranche : Lin YaoListe des chapitres : 38. Le temps de la contre-attaque (反撃ののろし, Hangeki no Noroshi) 39. Inextricable Central City (錯綜のセントラル, Sakusō no Sentoraru) 40. Le sage de l'ouest (西の賢者, Nishi no Kenja) 41. L'arrogance au creux de sa jeune main (小さな人間の傲慢な掌, Chiisana Ningen no Gōman na Te) |                   |                   |                   |                   |

### Volumes 11 à 20
| no | Japonais         | Japonais          | Français          | Français          |
| no | Date de sortie   | ISBN              | Date de sortie    | ISBN              |
| --- | ---------------- | ----------------- | ----------------- | ----------------- |
| 11 | 22 juillet 2005  | 978-4-7575-1496-6 | 8 mars 2007       | 978-2-351-42151-2 |
| Personnages sur la tranche : Van HohenheimListe des chapitres : 42. Le père devant la tombe (墓前の父, Bozen no Chichi) 43. Un torrent de boue (泥の河, Doro no Kawa) 44. La stèle sans nom (名前の無い墓, Namae no Nai Haka) 45. Le retour de l'homme à la cicatrice! (傷の男再び, Sukā Futatabi) |                  |                   |                   |                   |
| 12 | 21 novembre 2005 | 978-4-7575-1573-4 | 10 mai 2007       | 978-2-351-42156-7 |
| Personnages sur la tranche : May Chang Il y a également eu une version dite « collector » avec un recueil de gags en 4 cases comme ceux présents en fin de chaque tomes, on peut notamment remarquer la présence de gags réalisés dans les toilettes de l'atelier.Liste des chapitres : 46. La silhouette que l'on voit au loin (遠くの背中, Tōku no Senaka) 47. Une jeune fille sur le champ de bataille (戦場の少女, Senjō no Shōjo) 48. Une promesse de retrouvailles (待ち人の約束, Machibito no Yakusoku) 49. Le monstre venu de l'intérieur (人中の化け物, Hitonaka no Bakemono) |                  |                   |                   |                   |
| 13 | 22 mars 2006     | 978-4-7575-1638-0 | 12 juillet 2007   | 978-2-351-42157-4 |
| Personnages sur la tranche : Jean HavocListe des chapitres : 50. Dans le ventre (腹の中, Hara no Naka) 51. La porte des ténèbres (闇の扉, Yami no Tobira) 52. Le roi dans sa tanière (魔窟の王, Makutsu no Ō) 53. La route de l'âme (魂の道標, Tamashii no Dōhyō) |                  |                   |                   |                   |
| 14 | 22 juillet 2006  | 978-4-7575-1719-6 | 13 septembre 2007 | 978-2-351-42158-1 |
| Personnages sur la tranche : « Père »Liste des chapitres : 54. Les divagations d'un imbécile (愚者の足掻き, Gusha no Ashikaki) 55. Deux cupidités (二人の強欲, Futari no Gōyoku) 56. L'assemblée du lion (円卓の獅子, Entaku no Shishi) 57. La cicatrice d'Ishbal (イシュヴァールの傷, Ishuvāru no Kizu) |                  |                   |                   |                   |
| 15 | 22 novembre 2006 | 978-4-7575-1812-4 | 8 novembre 2007   | 978-2-351-42159-8 |
| Personnages sur la tranche : Solf J. Kimblee Existe également en version « collector » avec un livret de croquis que l'auteur réalise au dos de ses planches.Liste des chapitres : 58. Les pas perdus (破滅の足音, Hametsu no Ashioto) 59. L'alchimie immortelle (背徳の錬金術師, Haitoku no Renkinjutsushi) 60. L'absence de dieu (神の不在, Kami no Fuzai) 61. Le héros d'Ishbal (イシュヴァールの英雄, Ishuvāru no Eiyū) |                  |                   |                   |                   |
| 16 | 22 mars 2007     | 978-4-7575-1965-7 | 13 mars 2008      | 978-2-351-42265-6 |
| Personnages sur la tranche : RanfanListe des chapitres : 62. Au-delà du rêve… (夢の先, Yume no Saki) 63. Une promesse à 520 cenz (520センズの約束, 520 Senzu no Yakusoku) 64. La face nord de Briggs (ブリッグズの北壁, Burigguzu no Hokuheki) 65. Une autorité de fer (鉄の掟, Tetsu no Okite) |                  |                   |                   |                   |
| 17 | 11 août 2007     | 978-4-7575-2064-6 | 15 mai 2008       | 978-2-351-42318-9 |
| Personnages sur la tranche : le Général ArmstrongListe des chapitres : 66. La reine des neiges (雪の女王, Yuki no Joō) 67. Les contours de ce pays (この国のかたち, Kono Kuni no Katachi) 68. Portrait de famille (家族の肖像, Kazoku no Shōzō) 69. Les fondations de Briggs (ブリッグズの礎, Brigguzu no Ishizue) |                  |                   |                   |                   |
| 18 | 22 décembre 2007 | 978-4-7575-2175-9 | 11 septembre 2008 | 978-2-351-42325-7 |
| Personnages sur la tranche : Selim Bradley - PrideListe des chapitres : 70. L'homonculus originel (始まりのホムンクルス, Hajimari no Homunkurusu) 71. L'homme écarlate (紅蓮の男, Guren no Otoko) 72. Une spirale négative et un pas vers le salut (負の連鎖 正の一石, Fu no Rensa - Sei no Isseki) 73. Un rêve en plein jour (白昼の夢, Hakuchū no Yume) |                  |                   |                   |                   |
| 19 | 22 mars 2008     | 978-4-7575-2237-4 | 11 décembre 2008  | 978-2-351-42335-6 |
| Personnages sur la tranche : « Homonculus » Volume agrémenté d'une présentation et d'un extrait gratuit du manga Soul Eater.Liste des chapitres : 74. Homunculus. Le petit être dans une fiole (フラスコの中の小人, Homunkurusu) 75. Le dernier jour de Xerxes (クセルクセス最期の日, Kuserukusesu Saigo no Hi) 76. L'aspect de l'homme - L'aspect de la pierre (人の形 石の形, Hito no Katachi - Ishi no Katachi) 77. Le cercle de transmutation inversé (逆転の錬成陣, Gyakuten no Renseijin) 78. Les sept péchés (七つの罪, Nanatsu no Tsumi)                                       |                  |                   |                   |                   |
| 20 | 22 août 2008     | 978-4-7575-2353-1 | 9 avril 2009      | 978-2-351-42411-7 |
| Personnages sur la tranche : Lin Yao - GreedListe des chapitres : 79. Une morsure de fourmi (蟻のひと噛み, Ari no Hito Kami) 80. Ce père resté gravé dans ses yeux (瞼の父, Mabuta no Chichi) 81. En avant toute !! (バリバリの全開, Baribari no Zenkai) 82. La famille d'âme… (魂の家族, Tamashii no Kazoku) 83. Le jour promis (約束の日, Yakusoku no Hi) |                  |                   |                   |                   |

### Volumes 21 à 27
| no | Japonais         | Japonais          | Français         | Français          |
| no | Date de sortie   | ISBN              | Date de sortie   | ISBN              |
| --- | ---------------- | ----------------- | ---------------- | ----------------- |
| 21 | 22 décembre 2008 | 978-4-7575-2439-2 | 2 juillet 2009   | 978-2-351-42428-5 |
| Personnages sur la tranche : GluttonnyListe des chapitres : 84. L'ombre du poursuivant (追跡者の影, Tsuisekisha no Kage) 85. Une boîte vide (空の箱, Kara no Hako) 86. Le messager des ténèbres (闇の使者, Yami no Shisha) 87. La promesse du passage souterrain (地下道の誓い, Chikadō no Chikai) |                  |                   |                  |                   |
| 22 | 11 avril 2009    | 978-4-7575-2538-2 | 12 novembre 2009 | 978-2-351-42448-3 |
| Personnages sur la tranche : SlothListe des chapitres : 88. Les liens familiaux (親子の情, Oyako no Jō) 89. Le soldat rapatrié (戦士の旗艦, Senshi no Kikan) 90. Une armée immortelle (不死の軍団, Fushi no Gundan) 91. Les retrouvailles des philosophes (賢者の再会, Kenja no Saikai) |                  |                   |                  |                   |
| 23 | 12 août 2009     | 978-4-7575-2602-0 | 8 avril 2010     | 978-2-351-42507-7 |
| Personnages sur la tranche : EnvyListe des chapitres : 92. L'union fait la force (皆の力, Minna no Chikara) 93. Ennemis jurés (不倶戴天の敵, Fugutaiten no Kataki) 94. Les flammes de la vengeance (復讐の炎, Fukushū no Honō) 95. La terre brûlée (烈火の先に, Rekka no Saki ni) Bonus : Prologue du jeu WII - Fullmetal Alchemist - Le Prince de l'aube (暁の王子─Prologue, Akatsuki no Ouji─Prologue) |                  |                   |                  |                   |
| 24 | 22 décembre 2009 | 978-4-7575-2742-3 | 9 septembre 2010 | 978-2-351-42549-7 |
| Personnages sur la tranche : « La Vérité »Liste des chapitres : 96. Un duo d'héroïnes (二人の女傑, Futari no Joketsu) 97. Les deux philosophes (二人の賢者, Futari no Kenja) 98. Une immense avarice (底無しの強欲, Sokonashi no Gōyoku) 99. Un congé sans solde (永遠の暇, Eien no Itoma) |                  |                   |                  |                   |
| 25 | 22 avril 2010    | 978-4-7575-2840-6 | 13 janvier 2011  | 978-2-351-42573-2 |
| Personnages sur la tranche : Alphonse Elric (vrai corps)Liste des chapitres : 100. La porte condamnée (開かずの扉, Akazu no Tobira) 101. Le 5e sacrifice (5人目の人柱, Goninme no Hitobashira) 102. Au pied de la porte (扉の前, Tobira no Mae) 103. Pour qui se bat-on ? (誰のため, Kare no Tame) |                  |                   |                  |                   |
| 26 | 12 août 2010     | 978-4-7575-2929-8 | 14 avril 2011    | 978-2-351-42631-9 |
| Personnages sur la tranche : PèreListe des chapitres : 104. Au centre du monde (世界の中心, Sekai no Chūshin) 105. Le trône de Dieu (神の御座, Kami no Miza) 106. Une profonde fierté (傲慢の深淵, Puraido no Shin'en) |                  |                   |                  |                   |
| 27 | 22 novembre 2010 | 978-4-7575-3054-6 | 7 juillet 2011   | 978-2-351-42651-7 |
| Personnages sur la tranche : Edward Elric (automail)Liste des chapitres : 107. Le dernier combat (最後の戦い, Saigo no Tatakai) 108. La fin du voyage (旅路の果て, Tabiji no Hate) Spécial. L'autre fin du voyage (もうひとつの旅路の果て, Mō hitotsu no tabiji no hate) |                  |                   |                  |                   |

### Square Enix Books
1. 1 2  Tome 1
2. 1 2  Tome 2
3. 1 2  Tome 3
4. 1 2  Tome 4
5. 1 2  Tome 5
6. 1 2  Tome 6
7. 1 2  Tome 7
8. 1 2  Tome 8
9. 1 2  Tome 9
10. 1 2  Tome 10
11. 1 2  Tome 11
12. 1 2  Tome 12
13. 1 2  Tome 13
14. 1 2  Tome 14
15. 1 2  Tome 15
16. 1 2  Tome 16
17. 1 2  Tome 17
18. 1 2  Tome 18
19. 1 2  Tome 19
20. 1 2  Tome 20
21. 1 2  Tome 21
22. 1 2  Tome 22
23. 1 2  Tome 23
24. 1 2  Tome 24
25. 1 2  Tome 25
26. 1 2  Tome 26
27. 1 2  Tome 27

### Kurokawa Manga
1. 1 2  https://www.lisez.com/livre-de-poche/fullmetal-alchemist-tome-01/9782351420171
2. 1 2  https://www.lisez.com/livre-de-poche/fullmetal-alchemist-tome-02/9782351420188
3. 1 2  https://www.lisez.com/livre-de-poche/fullmetal-alchemist-tome-03/9782351420195
4. 1 2  https://www.lisez.com/livre-de-poche/fullmetal-alchemist-tome-04/9782351420416
5. 1 2  https://www.lisez.com/livre-de-poche/fullmetal-alchemist-tome-05/9782351420454
6. 1 2  https://www.lisez.com/livre-de-poche/fullmetal-alchemist-tome-06/9782351420461
7. 1 2  https://www.lisez.com/livre-de-poche/fullmetal-alchemist-tome-07/9782351420478
8. 1 2  https://www.lisez.com/livre-de-poche/fullmetal-alchemist-tome-08/9782351420485
9. 1 2  https://www.lisez.com/livre-de-poche/fullmetal-alchemist-tome-09/9782351420492
10. 1 2  https://www.lisez.com/livre-de-poche/fullmetal-alchemist-tome-10/9782351421475
11. 1 2  https://www.lisez.com/livre-de-poche/fullmetal-alchemist-tome-11/9782351421512
12. 1 2  https://www.lisez.com/livre-de-poche/fullmetal-alchemist-tome-12/9782351421567
13. 1 2  https://www.lisez.com/livre-de-poche/fullmetal-alchemist-tome-13/9782351421574
14. 1 2  https://www.lisez.com/livre-de-poche/fullmetal-alchemist-tome-14/9782351421581
15. 1 2  https://www.lisez.com/livre-de-poche/fullmetal-alchemist-tome-15/9782351421598
16. 1 2  https://www.lisez.com/livre-de-poche/fullmetal-alchemist-tome-16/9782351422656
17. 1 2  https://www.lisez.com/livre-de-poche/fullmetal-alchemist-tome-17/9782351423189
18. 1 2  https://www.lisez.com/livre-de-poche/fullmetal-alchemist-tome-18/9782351423257
19. 1 2  https://www.lisez.com/livre-de-poche/fullmetal-alchemist-tome-19/9782351423356
20. 1 2  https://www.lisez.com/livre-de-poche/fullmetal-alchemist-tome-20/9782351424117
21. 1 2  https://www.lisez.com/livre-de-poche/fullmetal-alchemist-tome-21/9782351424285
22. 1 2  https://www.lisez.com/livre-de-poche/fullmetal-alchemist-tome-22/9782351424483
23. 1 2  https://www.lisez.com/livre-de-poche/fullmetal-alchemist-tome-23/9782351425077
24. 1 2  https://www.lisez.com/livre-de-poche/fullmetal-alchemist-tome-24/9782351425497
25. 1 2  https://www.lisez.com/livre-de-poche/fullmetal-alchemist-tome-25/9782351425732
26. 1 2  https://www.lisez.com/livre-de-poche/fullmetal-alchemist-tome-26/9782351426319
27. 1 2  https://www.lisez.com/livre-de-poche/fullmetal-alchemist-tome-27/9782351426517